# Призрачная планета
«Призрачная планета» (англ. The Phantom Planet ) — научно-фантастический приключенческий фильм режиссёра Уильяма Маршалла (англ.), вышедший 13 декабря 1961 года, вольная интерпретация истории о Гулливере.

## Сюжет
1980 год. Человек вовсю покоряет космос. На Луне находятся главный космопорт и центр научных исследований. Один из кораблей врезается в астероид. Узнать о состоянии не выходящего на связь корабля командование посылает капитана Фрэнка Чепмэна и лейтенанта Рэя Макконнена на корабле «Пегас-4». Вскоре после старта корабль по неизвестным причинам сбивается с курса. Приборы один за другим выходят из строя, связь пропадает. Корабль попадает в скопление астероидов и врезается в один из них. При попытке устранить повреждения Фрэнк попадает под метеор и теряет сознание. Рэй спасает его ценой своей жизни. Один из астероидов неожиданно начинает притягивать корабль лучом захвата. Выясняется, что астероид обладает атмосферой, из-за особенностей которой всё, что в неё попадает, многократно уменьшается. Вскоре уменьшившийся Фрэнк встречает таких же микроскопических аборигенов, которые приводят его к вождю. Вождь по имени Сессом решает принять Чепмэна в ряды своих подданных. Фрэнк знакомится с Лиарой, дочерью Сессома, которая влюбляется в него. Но её немая подруга Зета также влюбляется в пришельца. При этом в Лиару уже влюблен некий Геррон, ревнующий её к Чепмэну.
Последние сообщения Фрэнка доходят до центра на Луне. Полковник Лэнсфилд, командующий операцией, высылает новую группу на помощь Фрэнку. Группа находит корабль Фрэнка.
Сессом демонстрирует Фрэнку технологии своей расы, основанные на гравитации. После беседы Фрэнк приглашает Зету погулять и показывает ей свой скафандр, который не уменьшился при приземлении. Его вызывают к Сессому, которому не нравится, как Чепмэн ведет себя с Лиарой. Геррон вызывает Фрэнка на поединок до смерти. Фрэнк практически побеждает, но в последний момент отказывается убивать противника. Он обвиняет Лиару в бесчувственности по отношению к себе и Геррону: она могла бы остановить поединок, но не стала этого делать.
Геррон предлагает Фрэнку помощь в побеге.
На планету нападает враждебная раса соляритов. Происходит битва. Чепмэн придумывает эффективный способ обороны, и Сессом предлагает ему стать новым вождем. В это время из темницы сбегает пленный солярит. Он нападает на Зету, но подоспевшие Чепмэн и Геррон спасают её. От испуга её немота излечивается.
Чепмэн покидает планету на прилетевшем с Луны корабле. Он точно знает, что никто ему не поверит.

## В ролях
- Дин Фредерикс — капитан Фрэнк Чепмэн
- Колин Грэй — Лиара
- Энтони Декстер — Геррон
- Фрэнсис Бушмен — Сессом
- Ричард Уэбер — лейтенант Рэй Макконнен
- Дик Хэйнс — полковник Лэнсфилд
- Эрл Макдэниелс (в титрах МакДэниел) — капитан Леонард, пилот пропавшего корабля
- Майк Маршалл — лейтенант Уайт, навигатор пропавшего корабля
- Джон Херрин — капитан Бичер
- Лори Лайонс — офицер за радаром
- Ричард Кил — солярит
- Долорес Фэйт — Зета
- Марвин Миллер — голос за кадром
- Леон Зелцник — голос за кадром
- Анжелика Петтиджон — присяжная (в титрах не указана)

## Факты
- Фильм стал полнометражным дебютом для актёра Ричарда Кила (ранее он снимался только в сериалах), известного зрителю главным образом по роли киллера по имени Челюсти,  персонажа фильмов о Джеймсе Бонде «Шпион, который меня любил» и «Лунный гонщик».
- Это последний фильм в карьере Уильяма Маршалла.